# ヘレクスル
ヘレクスル（ロシア語: Керексуры, Херексуры ; モンゴル語: хэрэгсүүр ; ラテン文字転記: khereksur, hereksur）とは、モンゴルの石造モニュメントの遺跡。エジプト文明におけるピラミッド、日本における古墳のような、古代のモンゴルの王権の象徴とされる建造物である。

## 概要
モンゴル、アルタイ、トゥバ、天山に散見される積石塚である。多くの石を積み上げた周りに、さらに石を方形、円形に並べて取り囲んだ形状を取っている。積石の高さは最大50mのものがあり、石囲いは広いものだと一辺200m以上になる。その石囲いの外側には、さらに数基～十数基の石堆が存在する。石囲いの外側にある石堆の数は最多のものでは、1700基にも上る。これらの石堆からは馬の頭蓋骨、頚椎、蹄などが発掘されており、ヘレクスルに埋葬された人間への供物として捧げられたと考えられている。
ヘレクスルという言葉は、モンゴル語で「キルギス人の墓」を意味するヒルギス・フールという言葉に由来し、これを19世紀のロシア人研究者が聞き間違えたことによりヘレクスルという名称が生まれた。鹿の絵が掘り込まれた鹿石と共に発掘されることが多く、鹿石に刻まれている模様が初期スキタイ文化特有のものであることから、ヘレクスルも鹿石同様初期スキタイ時代の紀元前10世紀 - 紀元前6世紀に作られたと考えられている。